# Skwer Rotmistrza Witolda Pileckiego w Katowicach
Skwer Rotmistrza Witolda Pileckiego w Katowicach – jest to plac, położony na osiedlu W. Witosa w Katowicach. Skwer leży przy skrzyżowaniu ulicy Wincentego Witosa i ulicy Michała Ossowskiego.

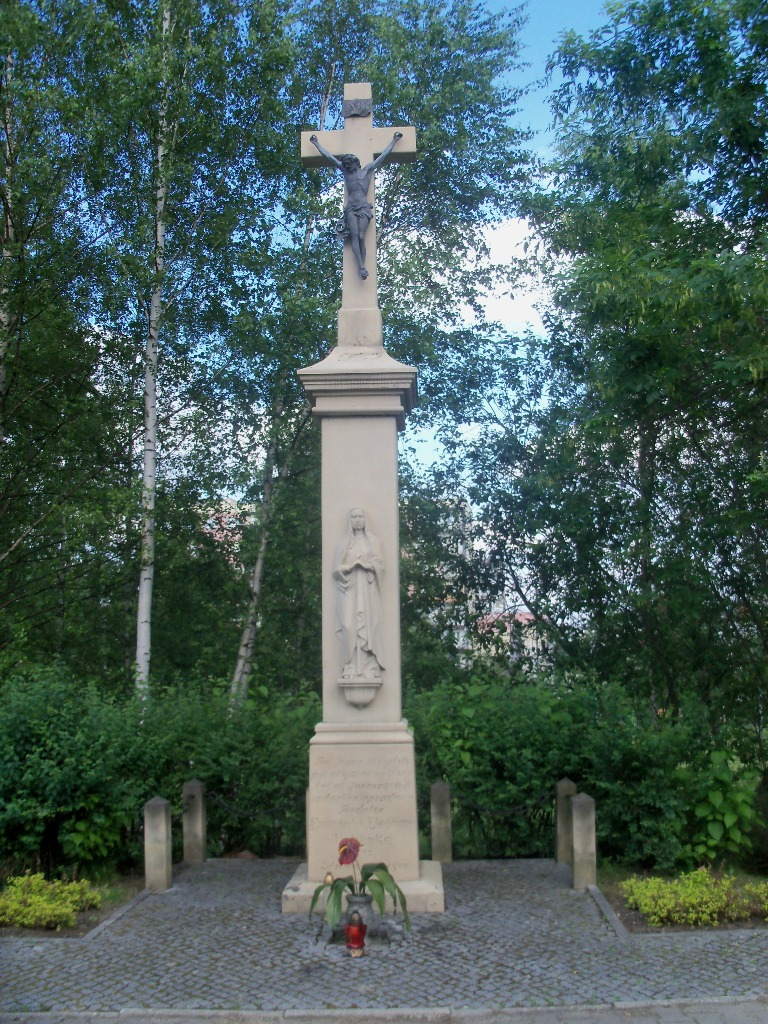
Krzyż przydrożny (skrzyżowanie ul. Wincentego Witosa i ul. M Ossowskiego)

Skwer otrzymał imię rotmistrza Witolda Pileckiego uchwałą Rady Miasta Katowice nr LII/1070/10 z dnia 25 stycznia 2009. Uchwała weszła w życie 31 marca 2010.
Skwer stanowią alejki i tereny zielone. W jego centralnej części położony jest plac zabaw dla dzieci. Przy placu znajduje się zabytkowy przydrożny krzyż z figurą Jezusa i Matki Boskiej.
Pierwotnie nazwę tę planowano nadać skwerowi przed Wojewódzkim Sztabem Wojskowym w Katowicach przy ulicy Francuskiej.